# Pont des Vents (Montfleur)
Le pont des Vents est un pont routier franchissant le Suran à Montfleur dans le Jura, en France. Il est situé à proximité immédiate du moulin de Pont des Vents.
Le pont est inscrit au titre des monuments historiques depuis 1997.